# Вотьпинское
Вотьпинское — проточное озеро в левобережной пойме среднего течения Пелыма. Располагается на севере Гаринского городского округа в Свердловской области России.
Находится в заболоченной пойме на высоте 60 м над уровнем моря, в 12 км севернее деревни Шантальская и в 1 км юго-восточнее урочища Вотьпа. Площадь — 5,88 км². С восточной стороны впадает река Вотьпа и подступает лес, с северо-восточной — вытекает Большая Вотьпа, впадающая в Пелым.
Водится карась, налин, окунь, щука. Гнездятся водоплавающие виды птиц.

## Данные водного реестра
По данным государственного водного реестра России относится к Иртышскому бассейновому округу, водохозяйственный участок — Тавда от истока и до устья, без реки Сосьва от истока до водомерного поста у деревни Морозково, речной подбассейн — Тобол. Речной бассейн — Иртыш.
Код объекта в государственном водном реестре — 14010502511111200012510